# Rheinmetall ROSY

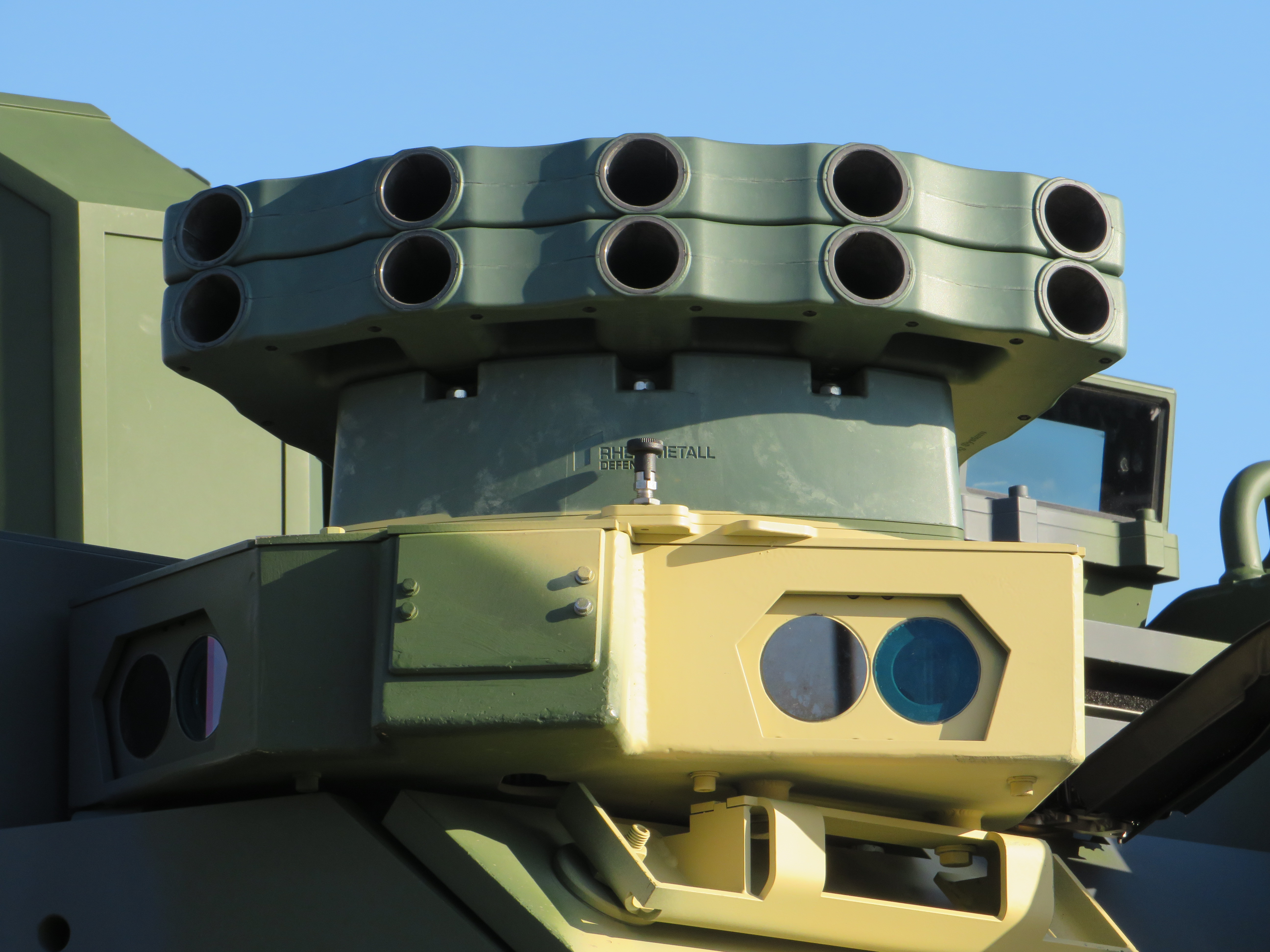
ROSY ködgránát-vetők egy magyar Lynx harcjárművön

A ROSY (Rapid Obscuring System, magyarul: gyors elrejtő rendszer) egy multispektrumú 40 milliméteres ködgránát-vető rendszer, amelyet a német Rheinmetall konszern fejleszt és gyárt. A ROSY hagyományos ködfejlesztő megoldásoknál gyorsabban: egy másodpercen belül nagy területű, multi-spektrális füstfüggönyt állít elő. A mesterséges köd hatékonyan rejti el a járművet a látható fény illetve az infravörös-tartományban működő rendszerek elől valamint a távolságmérő és rávezető lézerek működését is gátolja. A füstfüggöny legalább 15 másodpercig megmarad, időt biztosítva a járműnek, hogy visszavonuljon vagy kedvezőbb pozíciót vegyen fel. Maguk a ködgránát-vetők legyező-alakúak és egyenként öt ködgránátot tartalmaznak. Ezekből akár három is egymásra illeszthető, így egy-egy irányba akár 15 töltet is bevethető. Ez azt jelenti, hogy újratöltés nélkül akár több támadási kísérlet is elhárítható. Négy ROSY indító képes 360°-os védelmet biztosítani. A ködgránátok indítása történhet manuálisan illetve érzékelőkhöz csatlakoztatva automatikusan is aktiválódhatnak, ha az önvédelmi rendszer fenyegetést érzékel. A ROSY könnyen integrálható harckocsikhoz, könnyű katonai járművekhez, teherautókhoz vagy akár távirányított fegyverrendszerekhez. 
A ROSY rendszert a Magyar Honvédség új Lynx harcjárművei is alkalmazzák.
| Jellemzők         | Jellemzők                         |
| ----------------- | --------------------------------- |
| Töltet átmérője   | 40 mm                             |
| Töltet hossza     | 280 mm                            |
| Töltet tömege     | 540 g                             |
| Kivető tömege     | 12 kg/db (öt ködgránáttal töltve) |
| Töltet tartalma   | 160 g vörös foszfor               |
| Kivetési távolság | kb. 25 m                          |
| Hatásos időtartam | minimum 15 sec                    |